# Guatay (California)
Guatay es un área no incorporada ubicado en el condado de San Diego en el estado estadounidense de California. La localidad se encuentra ubicada al norte del Bosque Nacional Cleveland y de la frontera entre Estados Unidos y México.

## Geografía
Guatay se encuentra ubicada en las coordenadas 32°50′N 116°33′O / 32.833, -116.550.